# Приморська сільська рада (Кваркенський район)
Примо́рська сільська рада (рос. Приморский сельский совет) — сільське поселення у складі Кваркенського району Оренбурзької області Росії.
Адміністративний центр — село Приморськ.

## Історія
Станом на 2002 рік існували Приморська сільська рада (села Базарбай, Гоголевка, Горний Єрик, Приморськ) та Таналицька сільська рада (села Красноармійське, Таналик, Чапаєвка).
2018 року ліквідована Таналицька сільська рада (села Таналик, Чапаєвка), територія увійшла до складу Приморської сільради.

## Населення
Населення — 1131 особа (2019; 1536 в 2010, 2272 у 2002).

## Склад
До складу сільської ради входять:
| Населений пункт       | Населення, осіб (2002) | Населення, осіб (2010) |
| --------------------- | ---------------------- | ---------------------- |
| Базарбай, село        | 80                     | 10                     |
| Гоголевка, село       | 177                    | 134                    |
| Горний Єрик, село     | 148                    | 81                     |
| Красноармійське, село | 2                      | -                      |
| Приморськ, село       | 866                    | 719                    |
| Таналик, село         | 836                    | 518                    |
| Чапаєвка, село        | 163                    | 74                     |